# Stelodoryx chlorophylla
Stelodoryx chlorophylla är en svampdjursart som beskrevs av Claude Lévi 1993. Stelodoryx chlorophylla ingår i släktet Stelodoryx och familjen Myxillidae.
Artens utbredningsområde är havet kring Nya Kaledonien. Inga underarter finns listade i Catalogue of Life.